# Ixia stricta
Ixia stricta är en irisväxtart som först beskrevs av Christian Friedrich Frederik Ecklon och Friedrich Wilhelm Klatt, och fick sitt nu gällande namn av Gwendoline Joyce Lewis. Ixia stricta ingår i släktet Ixia och familjen irisväxter. Inga underarter finns listade i Catalogue of Life.